# Paganico Sabino
Paganico Sabino es una localidad italiana de la provincia de Rieti, región de Lacio, con 189 habitantes.

## Evolución demográfica
| Gráfica de evolución demográfica de Paganico Sabino entre 1861 y 2001 |
|                                                                       |
| Fuente ISTAT - Elaboración gráfica por parte de Wikipedia             |